# سه‌شنبه ۱۴ جولای
سه‌شنبه ۱۴ جولای یک مجموعهٔ تلویزیونی ایرانی با موضوع پرونده هسته‌ای ایران است که در سال ۱۴۰۰ خورشیدی ساخته شد. این سریال در ۲۱ قسمت ۴۵ دقیقه‌ای اولین بار در بازهٔ ۲۴ مهر تا ۲۳ آبان ۱۴۰۰ از شبکه یک سیما پخش شد.

## داستان
احمد نجفی در نقش سرهنگ بازنشسته‌ای است که به تحقیق و پژوهش در دفتر قدیمی خود مشغول است. رو به روی دفتر کار او مهمانسرای دوست و همسنگر زمان جنگ؛ هاشم(جلیل فرجاد) قرار داشته که نجفی هر از گاهی ماجراهای این مهمانسرا را نیز از پنجره پشتی دفتر زیر نظر دارد. جدیدترین پرونده تحقیقاتی نجفی، موضوع پرونده هسته‌ای ایران است که وی سعی دارد با استفاده از اسناد و مدارکِ متقن و حضور راویان؛ ابعاد گوناگون این مناقشه بین‌المللی را رمزگشایی کند.

## بازیگر و راویان
| بازیگران            | نقش   |
| ------------------- | ----- |
| احمد نجفی           | سرهنگ |
| جلیل فرجاد          | هاشم  |
| مجتبی کریمی         | عباس  |
| پگاه مشتاقی         | راضیه |
| فرامرز روشنایی      | مسافر |
| مهدی مبرمی          | مسافر |
| مریم حاج محمدی      | مسافر |
| مجید عراقی          | مسافر |
| بهشته آلیان         | مسافر |
| امیرحسین مهمان دوست | مسافر |

| راوی          | دوره مسئولیت    |
| ------------- | --------------- |
| رضا امراللهی  | هاشمی رفسنجانی  |
| صادق خرازی    | سید محمد خاتمی  |
| حسین موسویان  | سید محمد خاتمی  |
| مهدی صفری     | محمود احمدی‌نژاد |
| فریدون عباسی  | محمود احمدی‌نژاد |
| علی‌اکبر صالحی | حسن روحانی      |

## نامگذاری فیلم
نام فیلم برگرفته از تاریخ امضای برجام در سه‌شنبه، ۱۴ ژوئیهٔ ۲۰۱۵ برابر با ۲۳ تیر ۱۳۹۴ است.

## ویژگی‌ها
سه‌شنبه ۱۴ جولای مستند نمایشی است که در رده مستند درام (به انگلیسی: Docudrama) قرار می‌گیرد. بهره‌گیری از فرم و ساختار روایی متفاوت، صحنه‌آرایی، میزانسن، جلوه‌های ویژه، فیلمنامه کلاسیک، همچنین بازیگر و عوامل حرفه‌ای؛ این مجموعه را به یکی از تولیدات مهم تلویزیون در حوزه مستند تبدیل کرده‌است.

## ساخت

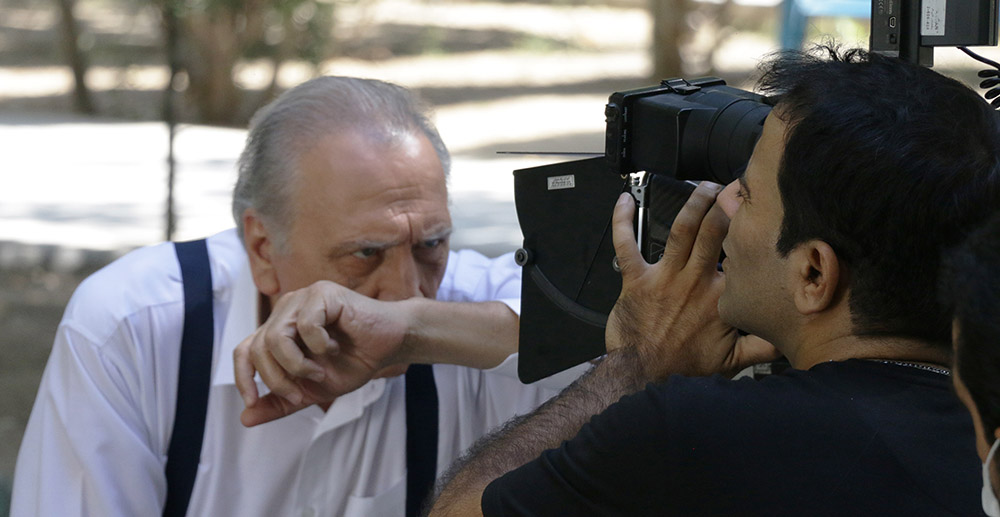
احمد نجفی در پشت صحنه سه‌شنبه ۱۴ جولای

پژوهش این مجموعه سال ۱۳۹۷، فیلمنامه و مراحل پیش تولید آن سال ۱۳۹۸ صورت گرفته‌است. تابستان ۱۳۹۹ فاز اول فیلمبرداری طی ۴۶ جلسه، و فاز دوم و سوم نیز در پاییز و زمستان همین سال طی ۱۶ جلسه انجام شده‌است.در سال ۱۴۰۰ تدوین، موسیقی و جلوه‌های ویژه بصری نیز همزمان تا شهریور ۱۴۰۰ ادامه داشته تا بالاخره؛ با پایان این مراحل و شروع صداگذاری، اولین قسمت از مجموعهٔ سه‌شنبه ۱۴ جولای در ۲۴ مهر از آنتن شبکه اول سیما پخش شود.

## پخش
این مجموعه تا کنون از شبکه‌های یک، افق و مستند پخش شده‌است.

## بازتاب و حواشی
علاوه بر رسانه‌های داخلی که به پوشش گسترده سه‌شنبه۱۴ جولای پرداختند، شبکه‌های فارسی‌زبان خارج از ایران همچون من و تو نیز نسبت به پخش این مجموعه واکنش نشان داده و ساخت آن را در راستای مقابله با تلویزیون منوتو تفسیر می‌کنند.
در سیزدهمین جشنواره فیلم عمار، نسخه سینمایی سه‌شنبه ۱۴جولای با حضور در بخش حافظه ملی، نامزد دریافت فانوس طلایی شد. با استقبال مردمی از این فیلم؛ سانس‌های فوق‌العاده در تهران و اصفهان به این اثر اختصاص داده شد.